# Čepičná
Čepičná (671 m n. m.) je výrazný kopec a přírodní rezervace v Šumavském podhůří, jižně od obce Budětice, asi čtyři kilometry severovýchodně od Sušice. Je nejvyšším vrcholem Budětické vrchoviny.

## Ochrana přírody
Celé území kopce nad levým břehem řeky Otavy, včetně východního výběžku Chanovec (555 m n. m.), je chráněno jako přírodní rezervace Čepičná. Důvodem ochrany je zachování významné přírodní lokality. Na vápencovém podloží, zejména na výchozech krystalického vápence, se zde vyskytuje řada chráněných druhů vzácných vápnomilných a teplomilných rostlin – roste zde např. smrkovník plazivý (Goodyera repens), kruštík tmavočervený (Epipactis atrorubens), okrotice bílá (Cephalanthera damasonium), okrotice červená (Cephalanthera rubra), vratička měsíční (Botrychium lunaria), hořec brvitý (Gentianopsis ciliata), trýzel vonný (Erysimum odoratum), hlaváč fialový (Scabiosa columbaria), prorostlík srpovitý (Bupleurum falcatum), ožanka hroznatá (Teucrium botrys), rozrazil ožankovitý (Veronica teucrium), čistec přímý (Stachys recta), lomikámen trojprstý (Saxifraga tridactylites), zimostrázek alpský (Polygala chamaebuxus), vlnice chlupatá (Oxytropis pilosa) a další. Lesní porosty na vápenci tvoří významnou genovou základnu buku lesního (Fagus sylvatica). Území je významné i z hlediska entomologického. Vápencové skály jsou dominantním prvkem krajiny, celek je nedílnou součástí územního systému ekologické stability (regionální biocentrum 813 – Čepičná).